# Bindella
Die Bindella Unternehmungen sind eine Zürcher Familiengesellschaft mit Holdingstruktur, die in den Bereichen Gastronomie, Weinhandel und Weinbau, Immobilien und Handwerk tätig ist.

## Geschichte
Die Unternehmensgruppe hat ihren Ursprung in der 1909 von Jean Bindella gegründeten Weinhandlung. Der Tessiner Jean Bindella (Bidogno, 1878–1918) war der erste Chianti-Importeur in der Schweiz. Nach seinem Tod verkaufte seine Witwe, Anna Bindella-Mayer, die Weinhandlung, um sich um ihre beiden Liegenschaften mit Restaurants in Zürich zu kümmern. Ihr Sohn, Rudolf Bindella (* 1905), legte ab den 1940er-Jahren die Grundlage für die heutige Unternehmensgruppe. Um den Weinhandel seines verstorbenen Vaters zu reaktivieren, erwarb er eine Firma, die Weine bekannter italienischer und französischer Produzenten im Angebot hatte. Später kamen Weingüter in den Kantonen Waadt, Wallis und Neuenburg dazu. 1947 übernahm er das Gipsergeschäft seines Onkels Leone Bindella. 1950 erfolgte Rudolf Bindellas Einstieg in die Bereiche Bautätigkeit und Immobilienwirtschaft. Zwischen 1950 und 1970 erwarb Rudolf Bindella zehn Restaurants in Zürich, Lausanne und Neuchâtel. 1965 wurde am Limmatplatz die erste Santa Lucia-Pizzeria eröffnet.
1982 übernimmt Rudolf Bindellas Sohn Rudi Bindella (* 1948) die Alleinverantwortung für die Unternehmung. 1991 wurde die Spaghetti-Factory-Gruppe übernommen. Heute wird die Unternehmensgruppe in vierter Generation von Rudi Bindella jr. geführt. Er übernahm die Verantwortung für die Gastronomie, das Marketing und HR (Mitarbeitende) bereits 2018, bevor ihm 2023 die Gesamtverantwortung übertragen wurde.
Das Restaurant Kornhauskeller und das Café im Berner Kornhaus werden von Bindella geführt; letzteres soll einer Pizzeria weichen.

## Unternehmen
Der Bereich Gastronomie stellt mit 700 Mitarbeitern den grössten Teil der Unternehmensgruppe dar und umfasst 33 mehrheitlich in Zürich gelegene Restaurants mit Schwerpunkt italienische Küche. Der Umsatz in diesem Bereich wird laut Medien auf rund 100 Millionen Schweizer Franken geschätzt.
Im Bereich Weinhandel und Weinbau beträgt der geschätzte Umsatz rund 50 Millionen Schweizer Franken. Bindella ist hauptsächlich im Handel mit italienischem Wein tätig. Das einzige familieneigene Weingut von ursprünglich dreien befindet sich in der Toskana in der Nähe von Montepulciano.
Der Bereich Immobilien umfasst einerseits als Total- oder Generalunternehmer die Entwicklung, Projektierung und Realisierung von Geschäfts- und Wohnbauten, andererseits den Verkauf und die Bewirtschaftung von Immobilien im Wirtschaftsraum Zürich.
Die 50 Handwerker umfassende Sparte Handwerk beinhaltet im Wesentlichen Gipser- und Malerarbeiten im Raum Zürich.